# Helena Dahlbäck Lutteman
Helena Kristina Dahlbäck Lutteman, född Lutteman 30 mars 1944 i Norrköpings Hedvigs församling, Norrköping, död 9 augusti 1997 i Göteborg, folkbokförd i Oscars församling, Stockholm, var en svensk konstvetare och kurator.
Helena Dahlbäck Lutteman, som var dotter till Sven Lutteman, blev fil. kand. vid Stockholms universitet 1967 och disputerade där 1981 i konstvetenskap på en avhandling om majolika från Urbino.
Hon arbetade från 1967 på Nationalmuseum i Stockholm och blev 1981 chefsintendent för konsthantverkssamlingen. Hon var chef för Röhsska museet i Göteborg 1996–1997.
År 1977 gifte hon sig med överintendenten Bengt Dahlbäck, som avled 1991.